# Юревич, Эдуард Иванович
 Эдуард Иванович Юревич (1888—1958) — ответственный (1-й) секретарь Башкирского областного комитета ВКП(б) (1926 — февраль 1930).

## Биография
Юревич Эдуард Иванович родился в 1888 году в рабочей семье в Катлакалнской волости Лифляндской губернии.
Член РСДРП(б) с 1913 года. Вступив в партию, работал в подпольных кружках в г. Риге (Латвия). В 1914 был призван в армию, через 3 месяца был арестован и приговорён к 4 годам каторги.
Во время Великой Октябрьской Социалистической революции был в Москве организатором Красной гвардии Хамовнического района.
В 1917—1919 годах — член МК партии и член Исполнительного комитета Московского совета.
В 1919—1920 годах работал в подполье в Латвии, был арестован. В 1920—1921 годах — председатель Псковской губернской контрольной комиссии, затем заместитель заведующего орготделом Псковского губкома РКП(б). В 1922—1926 годах на партийной работе в Москве, затем с 1927 года по февраль 1930 года — ответственный секретарь Башкирского обкома ВКП(б). В 1930—1935 — председатель ЦК Союза химиков, член Президиума ВЦСПС.
С 1935 года работает в Народном комиссариате тяжёлой промышленности СССР, с 1944 года — 1-й секретарь Лиепайского городского комитета КП(б) Латвии, заведующий сектором ЦК КП(б) Латвии, с 1948 по 1958 годы — преподаватель марксизма-ленинизма Латвийской сельскохозяйственной академии.
Член Центральной ревизионной комиссии ВКП(б) (1927—1934). Член Комиссии партийного контроля при ЦК ВКП(б) (1934—1939).